# 平治天省
平治天省（越南语：／），是1976年至1989年间位于越南北中部的省份，省莅顺化市，今属承天顺化省、广治省和广平省。

## 地理
平治天省北接乂静省，西接老挝，南接广南-岘港省，东临南海。面积18340平方千米，1984年总人口为2020500人。

## 历史
1976年，越南统一，广平省、广治省、承天省、顺化市和永灵区域合并为平治天省，省莅顺化市。下辖顺化市、东河市社、洞海市社和阿雷县、布泽县、甘露县、由灵县、海陵县、向化县、香水县、香茶县、丽水县、明化县、南东县、丰田县、富禄县、富荣县、广田县、广宁县、广泽县、肇丰县、宣化县和永灵县20县。
1977年3月11日，南东县和富荣县2社并入富禄县，富荣县和香水县合并为香富县，丰田县、广田县和香茶县合并为香田县，肇丰县和海陵县合并为肇海县，丽水县和广宁县合并为丽宁县，永灵县、由灵县和甘露县合并为𤅶海县，明化县并入宣化县，宣化县9社并入广泽县，永灵县向立社并入向化县。
1979年1月18日，丽宁县4社划归洞海市社管辖。
1981年9月11日，香田县8社5村和香富县9社4店划归顺化市管辖；𤅶海县8社和肇海县2社划归东河市社管辖。
1985年4月2日，丽宁县2社划归洞海市社管辖。
1988年时，平治天省下辖顺化市、东河市社、洞海市社、阿雷县、𤅶海县、布泽县、香田县、向化县、香富县、丽宁县、富禄县、广泽县、肇海县、宣化县1市2市社11县。
1989年6月30日，平治天省重新分设为承天顺化省、广治省和广平省。承天顺化省下辖顺化市、阿雷县、香田县、香富县、富禄县1市4县，省莅顺化市；广治省下辖东河市社、𤅶海县、向化县、肇海县1市社3县，省莅东河市社；广平省下辖洞海市社、布泽县、丽宁县、广泽县、宣化县1市社4县，省莅洞海市社。

## 行政区划
1988年，平治天省下辖1市2市社11县。
- 顺化市
- 东河市社
- 洞海市社
- 阿雷县
- 𤅶海县
- 布泽县
- 香田县
- 向化县
- 香富县
- 丽宁县
- 富禄县
- 广泽县
- 肇海县
- 宣化县